# Дотан (Алабама)
До́тан (англ. Dothan) — город в США, в штате Алабама, административный центр и крупнейший населённый пункт округа Хьюстон. Части города расположены также на территории округов Дейл и Генри.

## История
В XVIII—XIX веках местность, где расположен Дотан, была известна под названием «Голова Тополя». В десяти или двенадцати милях к востоку от «Головы Тополя» существовала крепость, где переселенцы из близлежащих городов и сёл находили убежище, когда чувствовали угрозу со стороны индейцев. К 1840 году войны с индейцами в штате Алабама были закончены, и крепость вскоре исчезла.
Новые поселенцы поняли, что для дальнейшего развития необходимо создать руководящий орган и местные правоохранительные органы. 10 ноября 1885 года жители «Головы Тополя» проголосовали за регистрацию города. В качестве названия нового города приняли имя «Дотан».

## География

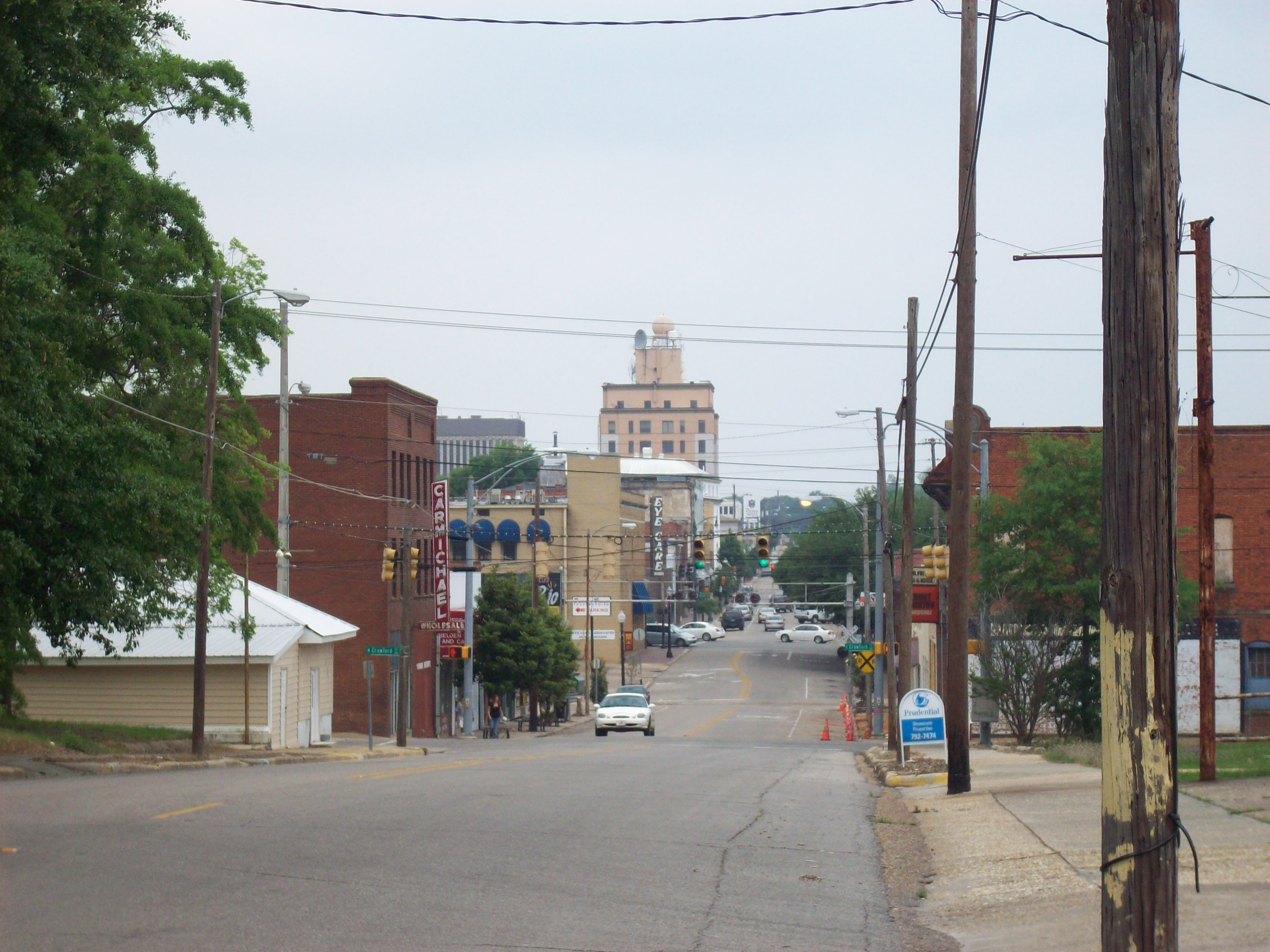
Центр города

Дотан расположен в юго-восточной части штата Алабама, примерно в 32 км к западу от границы с Джорджией и в 29 км к северу от границы с Флоридой. По данным Бюро переписи населения США площадь города составляет 224,8 км², из них 0,52 км² (0,23 %) занимают поверхностные воды.

## Население
Население города по данным переписи 2010 года — 65 496 человек.
Население Дотана по данным переписи 2000 года насчитывало 57 737 человек. Плотность населения — более 257 чел/км². Расовый состав: белые (67,33 %); афроамериканцы (30,11 %); коренные американцы (0,28 %); азиаты (0,85 %); жители островов Тихого океана (0,02 %); представители других рас (0,46 %) и представители двух и более рас (0,96 %). Латиноамериканцы всех рас составляют 1,32 % населения.
25,2 % населения города — лица в возрасте младше 18 лет; 8,4 % — от 18 до 24 лет; 28,3 % — от 25 до 44 лет; 23,3 % — от 45 до 64 лет и 14,6 % — 65 лет и старше. Средний возраст населения — 37 лет. На каждые 100 женщин приходится 88,4 мужчин. На каждые 100 женщин в возрасте старше 18 лет — 83,3 мужчин.
Средний доход на домохозяйство — $35 000; средний доход на семью — $45 025. Средний доход на душу населения — $20 539. Около 12,7 % семей и 15,6 % населения живут за чертой бедности. Примерно 79 % населения окончили старшую школу, 23 % — окончили колледж.
Динамика численности населения города по годам:
| 1950   | 1960   | 1970   | 1980   | 1990   | 2000   | 2010   |
| ------ | ------ | ------ | ------ | ------ | ------ | ------ |
| 21 584 | 31 440 | 36 733 | 48 750 | 53 589 | 57 737 | 65 496 |

## Транспорт
В 6 милях к северо-западу от города расположен аэропорт Дотан, который обслуживается компанией Atlantic Southeast Airlines, входящей в концерн SkyWest, Inc. Имеются регулярные рейсы в Атланту. В Дотане пересекаются шоссе U.S. 84 (запад-восток), U.S. 231 (север-юг) и U.S. 431 (север-юг).

## Города-побратимы
- Сакадо, Япония (с 1988 года)[5]
- Алахуэла, Коста-Рика